# Eumelea insulata
Eumelea insulata är en fjärilsart som beskrevs av W. Warren 1896. Eumelea insulata ingår i släktet Eumelea och familjen mätare. Inga underarter finns listade i Catalogue of Life.